# Seuil de Foug
Pour la montagne du Gros Foug, voir l'article sur le massif de la Chambotte.
Le seuil de Foug est une structure géographique française. Il est situé à Foug, dans le département de Meurthe-et-Moselle en région Lorraine.

## Géographie
Le seuil de Foug est un seuil géographique, mettant en relation d'une part la vallée de la Moselle et d'autre part la vallée de la Meuse. Ce point dur géologique, constitué par l'accumulation de sédiments de la Haute-Moselle dans un de ses paléoméandres, est à l'origine de la capture de la Moselle par le réseau hydrologique du Rhin. Le cours d'eau qui coule en contrebas du seuil de Foug, l'Ingressin, ne peut en effet pas avoir à lui seul creusé le relief présent à cet endroit.

## Histoire
Ce couloir naturel a été le lieu de la mise en contact de deux peuples gaulois, les Lacustres et les Campigniens.